# Harold i Maude
Harold i Maude (ang. Harold and Maude) – amerykański komediodramat z 1971 roku w reżyserii Hala Ashby’ego. Film ma w sobie elementy slapsticku, czarnej komedii i egzystencjalizmu. Scenariusz napisał Colin Higgins. Główne role zagrali Bud Cort i Ruth Gordon.

## Obsada
- Ruth Gordon jako Maude
- Bud Cort jako Harold Chasen
- Vivian Pickles jako pani Chasen
- Judy Engles jako Candy Gulf
- Ellen Geer jako Sunshine Doré
- Charles Tyner jako wujek Victor
- Cyril Cusack jako Glaucus

## Nagrody i nominacje
Złote Globy 1972
- nominacja: najlepszy aktor w komedii lub musicalu – Bud Cort
- nominacja: najlepsza aktorka w komedii lub musicalu – Ruth Gordon